# Élizabeth Tchoungui
Élizabeth Tchoungui est une femme de lettres, journaliste et animatrice de télévision franco-camerounaise, née le 6 février 1974 à Washington DC aux États-Unis.

## Jeunesse et formation
Élisabeth Tchoungui est née le 6 février 1974 à Washington DC aux États-Unis. Elle est la fille de l'ambassadeur François-Xavier Tchoungui, premier titulaire de la charge de secrétaire général du ministère camerounais des Affaires étrangères, et d'une mère française. Elle grandit aux États-Unis, au Cameroun, en Belgique et en Italie, au fil des affectations de son père diplomate. Elle fait ensuite ses études secondaires et supérieures en France, à l'École supérieure de journalisme de Lille, avant d'entamer une carrière de journaliste et d'animatrice de télévision.

## Parcours professionnel

### Télévision
- Première télévision à la télévision du Cameroun, CRTV.
- 1997-1999 : elle présente l'émission JTJ des enfants sur la chaîne Canal J.
- 2000 : Les Écrans du savoir sur la chaîne France 5.
- 2002 : Ubik sur la chaîne France 5.
- 2003 : 24, ça me dit sur la chaîne TV5.
- 2007 : Afrik'Art sur la chaîne Voyage.
- 2007 : elle crée le service culture de France 24 au lancement de la chaîne. Rédactrice en chef du JT de la Culture sur la chaîne France 24, elle présente en février la spéciale pour la 20e édition du Festival panafricain du cinéma de Ouagadougou (Fespaco) en présence de plus de 20 000 spectateurs.
- 2007 : Avant-premières sur la chaîne France 2.
- 2009 : Les Maternelles sur la chaîne France 5.
- 2011 : Avant-premières sur la chaîne France 2.
- 2012 : Ô Féminin sur la chaîne France Ô.
- 2013 : Sur Écoute sur la station France Culture.
- 2013 : Mémô sur la chaîne France Ô.
- 2017 : Indices sur la chaîne RMC Story

### Communication et culture
- 2007 : membre titulaire de la commission « Images de la diversité » du Centre national du cinéma, au titre de personnalité qualifiée choisie sur proposition du ministre de la Culture[5],[6].
- 2020 : Nommée Directrice exécutive RSE au sein d'Orange par Stéphane Richard

## Récompenses
2009: Chevalier de l'ordre des Arts et des Lettres
2023: Chevalier de l'Ordre National du Mérite

## Vie privée
2008 : Mère d'Alexandre.
2013 : Mère d'un second enfant.

## Publications
- 2007 : Je vous souhaite la pluie, Pocket, 226 p.  (ISBN 2-259-20291-8)[9]
- 2006 : Sept filles en colère, avec Sonia Bricout, Claudine Colozzi, Mounia Daoudi, Hélène Piot, Sophie Prévost et Lucile Vanweydeveldt, Les petits matins, 236 p.  (ISBN 978-2-915879-26-1)
- 2010 : Bamako Climax, Plon  (ISBN 978-2-259-20614-3)
- 2012 : Les billets d'humeur au Feminin.com, éditions Leo Scheer
- 2018 : Le jour où tu es né une deuxième fois, éditions Flammarion  (ISBN 978-2081421592)
- 2022 : Tout est possible – Entretien avec Agathe Cagé, éditions de l'Aube  (ISBN 978-2-8159-4689-6)